# Doug Garr
Doug Garr (* im 20. Jahrhundert) ist ein US-amerikanischer Journalist und Autor.

## Werdegang
Garr studierte nach seinem Highschool-Abschluss in Mount Vernon zwischen 1967 und 1971 Journalismus an der Syracuse University. Anschließend arbeitete er insbesondere als Journalist im Technikbereich, nach seinem Karrierestart bei Popular Science gehörte er Anfang der 1980er Jahre der Chefredaktion des Video-Magazins an. Nach kurzer Tätigkeit bei IBM Anfang der 1990er Jahre, wo er insbesondere als Redenschreiber tätig war, arbeitete er ab 1996 kurzzeitig für Reed Elsevier. Anschließend war er selbständig, zeitweise unterstützte er das Aspen Institute als Redenschreiber und Douglas Schoen bei der Recherche für dessen publizistisches Werk. Zwischen 2008 und 2013 war er Redenschreiber für Kevin Burke, den CEO von Consolidated Edison. Seither ist er wieder als freier Journalist und selbständiger Autor tätig und gibt Workshops.
Garr verfasste verschiedene Bücher. Anfang der 1980er Jahre erschien mit Woz: The Prodigal Son of Silicon Valley eine Biographie des Apple-Mitbegründers Steve Wozniak. 1999 veröffentlichte er mit IBM Redux: Lou Gerstner and the Business Turnaround of the Decade einen internationalen Bestseller über die Rettung von IBM durch Louis Gerstner, Jr. Später erschienen unter anderem noch Between Heaven and Earth: An Adventure in Free Fall und Stuffed: An Insider’s Look at Who’s (Really) Making America Fat. Als Journalist hat er unter anderem Artikel, Essays und weitere Beiträge für renommierte Zeitungen und Zeitschriften wie Business Week, GQ – Gentlemen’s Quarterly, Strategy & Business, Technology Review, Newsweek, The East Hampton Star und The New York Times verfasst.

## Schriften
auf Deutsch
- Der IBM-Turnaround: Die Erfolgsstory von Lou Gerstner. C. Ueberreuter Verlag, Frankfurt am Main 2000, ISBN 3-7064-0646-2.